# Kokichi Kimura
Kokichi Kimura (木村 浩吉 Kimura Kokichi?), född 12 juli 1961, är en japansk tidigare fotbollsspelare.
Kokichi Kimura var tränare för Laos herrlandslag i fotboll 2012–2014.